# Repower
Repower (până în luna mai 2010 Rätia Energie) un grup internațional, activ în domeniul energetic de peste o sută de ani, având sediul principal operativ în Poschiavo (Cantonul Graubünden, Elveția). Piețele cheie în care operează sunt Elveția, Italia, Germania și România. Grupul are activități de producție, transport, distribuție, trading și furnizare,dar și în domeniul soluțiilor inovatoare prin intermediul operațiunilor  “New Tech”. Acțiunile societății Repower AG sunt cotate la Bursa Elvețiană SIX.
Concernul Repower are aproximativ 730 de angajați și angajate la care se adaugă aproximativ 30 de stagiari. În Italia sunt activi și 500 de agenți.
Repower a fost prezent din 2007 pe piața românească și a furnizat curent electric și servicii inovative în special firmelor mici și mijlocii. Societatea a anunțat vânzarea afacerii la data de 25 iulie 2016 către MET Grup. Și personalul a fost preluat de către MET. Tranzacția corespunde strategiei anunțate de Repower în 2015, conform căreia se prevede adaptarea modelului de afacere și concentrarea atenției asupra piețelor din Elveția și Italia. Tranzacția a fost finalizată cu succes la 8 noiembrie 2016. Astfel activitatea firmei Repower a fost continuată în România de către MET Grup.

## Istoric
De peste 100 de ani, Repower se numără printre cei mai mari operatori electrici din Elveția. Înființată în anul 1904 sub numele de Kraftwerke Brusio AG, compania a început deja în același an construcția primei sale centrale electrice în Campocologno în Cantonul Graubünden, în acele timpuri fiind și cea mai mare centrală hidroelectrică de înaltă presiune din Europa. Apropierea de frontiera italiană a contribuit la caracterul internațional al proiectelor și activităților comerciale. În anul 2000, compania Kraftwerke Brusio AG (Poschiavo), societatea pe acțiuni Bündner Kraftwerke (Klosters) și Rhätische Werke für Elektrizität AG (Thusis) au fuzionat în cadrul concernului Rätia Energie AG, la care s-a adăugat în anul 2004 și firma Aurax AG (Ilanz). În anul 2002, grupul și-a început activitatea în Italia, în anul 2007 și-a făcut intrarea pe piața germană și s-au inițiat primele activități comerciale în Praga. Începând cu anul 2009, compania operează, de asemenea, și în România. În anul 2010, grupul schimbă numele: Rätia Energie AG a fost redenumită Repower AG.

## Acționariat
Acționarii societății sunt:
- Canton Graubünden 58,3 %
- Axpo Holding AG 33,7 %
- Acțiuni tranzacționate la bursă 8% + certificate de participațiune

## Indici financiari
Repower ține contabilitatea în franci elvețieni. Rezultatele financiare aferente exercițiului financiar 2013 au fost anunțate în data de 2 aprilie 2014..
| Indici 2010          | Milioane CHF |
| -------------------- | ------------ |
| Producție totală     | 2365         |
| Profitul net         | -152         |
| Profit operativ EBIT | -150         |
| Sumă totală bilanț   | 2043         |
| Capital propriu      | 805          |

## Conducerea companiei
Conducerea companiei este alcătuită din următorii membri: 
- Kurt Bobst, CEO (Director general executiv al concernului Repower)
- Felix Vontobel, Director general adjunct, Director departament instalații / Rețea
- Stefan Kessler, CFO (Director economic departament financiar)
- Giovanni Jochum, Director de Tranzacționare și Dezvoltare Comercială
- Fabio Bocchiola, Director Repower Italia

## Filiale
Repower are filiale în Elveția în Bever, Klosters, Ilanz, Landquart, Poschiavo și Zürich. În Italia compania este prezentă în Milano, în Germania – în Dortmund, iar în Republica Cehă în Praga, în România în București și Bosnia și Herțegovina în Sarajevo.

## Producție
Repower deține centrale electrice proprii în Elveția, Italia și Germania, diversificate pe tehnologii (Energie hidroelectrică, Energie termică, Energie eoliană). Producția proprie din anul 2013 s-a ridicat la un total de aproximativ 1.400 GWh. În plus, compania deține participațiuni la centrale nucleare electrice din Elveția și Franța.

### Centrale termoelectrice
Repower deține 61 de procente din SET S.p.A. (Milano), care gestionează centrala cu ciclu combinat cu gaz din Teverola (Provincia Caserta, Italia). Această instalație de 400 MW este cea mai mare centrală a concernului și a început să funcționeze la sfârșitul anului 2006.

### Energie nucleară
Repower deține participațiuni la centrale nucleare din Elveția și Franța, care corespund unei capacități instalate de aproape 50 MW.

### Energie regenerabilă

#### Hidrocentrale
În Graubünden (Elveția), concernul deține 16 centrale hidroelectrice. De asemenea, acesta deține participațiuni și drepturi de opțiune asupra unor acțiuni la alte instalații. În total, capacitatea instalată a hidrocentralelor este de 444,2 MW.
O parte din hidrocentrale produce curent electric certificat «naturemade star». Simbolul de calitate «naturemade star» este conferit de Asociația pentru Energie Ecologică (VUE).

#### Centralele electrice eoliene
În Italia, concernul gestionează un parc eolian în Corleto Perticara (9.3 MW) și în Lucera (26MW) și este asociat la un alt parc eolian în Giunchetto în Sicilia (Participațiune Repower: 11,6 MW). În Germania, compania deține două parcuri eoliene în Prettin (10 MW) și Lübbenau (16 MW).

### Proiecte curente
Concernul are momentan în desfășurare, respectiv în etapa de planificare o serie de proiecte de mari dimensiuni în domeniul producției:
- Centrale de acumulare a apei prin pompare în amonte în Lagobianco (1000 MW): Între Lago Bianco și Lago di Poschiavo (Graubünden, Elveția) este prevăzută construirea unei centrale hidroelectrice cu acumulare prin pompaj. Repower dezvoltă acest proiect de mare amploare împreună cu organizațiile de mediu. Actualmente sunt în curs procedurile de obține a autorizațiilor necesare. Lucrările de construcție vor dura aproximativ șase ani. * Termocentrală cu ciclu combinat pe gaz și abur în Leverkusen (aproximativ 570 MWel): Pe terenul companiei Chempark Leverkusen (Germania) se planifică construirea unei termocentrale cu ciclu combinat pe gaz și pe abur. Punerea în funcțiune este preconizată pentru anul 2014. Gradul de eficenta a centralei va fi de peste 80%. În calitate de operator al Chempark, compania Currenta GmbH & Co. OHG va furniza aburi produsi de centrala termică și astfel va asigura necesarul energetic al companiilor din locația respectivă.
- Chlus (aproximativ 62 MW): Între Küblis și Trimmis (Graubünden, Elveția) este planificată construirea unei centrale hidroelectrice. Proiectul este dezvoltat în colaborare cu mai mulți actori din piață.. Repower and the concession agreement, so that now the concession referenda can be held. Etapa inițială a evaluării impactului asupra mediului este în curs de finalizare. Lucrările de construcție vor dura aproximativ cinci ani.
- Parcul eolian Lucera 2: Proiectul din Apulia (Italia) include construirea unor turbine eoliene pe lângă cele existente pentru a finaliza parcul eolian Lucera 1  (26 MW). La momentul actual, evaluarea impactului asupra mediului din regiunea Apulia este în derulare.
- Centrala electrică cu acumulare prin pompare Campolattaro (600 MW approx): Proiectul face legătura dintre un lac cu baraj existent și un lac de acumulare aflat la o altitudine mai mare pentru a crea un singur sistem de  producție. Procesul de aprobare este în curs. Lucrările de construcție vor dura aproximativ șase ani.

## Economic
Aproximativ două treimi la sută din vânzările de energie sunt generate în cadrul concernului de către tranzacționarea energiei, în anul 2013 acestea ridicându-se la aproximativ 11 terawattoră.
Repower este reprezentată la cele mai importante burse europene de energie prin intermediul mai multor trading floor din Poschiavo (Elveția), Milano (Italia) și Praga (Republica Cehă). Concernul este conceput ca un asset-based trader și comercializează electricitate, gaze naturale și certificate de CO2. În plus, Repower este de asemenea activ în toată Europa în vânzarea–cumpărarea en-gross a energiei regenerabile. Energia, parțial produsă de centralele proprii, parțial achiziționată de la terți, este livrată angrosiștilor prin rețeaua de înaltă tensiune. În cazul comerțului cu certificate verzi, concernul deservește, de asemenea, și consumatori finali externi propriei rețele de distribuție.
În comerțul angro concernul furnizează produse standard precum curent în vârf de sarcină și în afara lui, precum și servicii de planificare.

## Transport
Prin construirea rețelei internaționale Rețeaua Bernina (380 kV / 220 kV), pusă în funcțiune în anul 2005 și transferată la începutul anului 2013 către operatorul rețelei naționale Swissgrid, Repower a adus o contribuție importantă la dezvoltarea capacităților de transport transfrontaliere între Europa de Sud și de Nord. Repower este acționar la Swissgrid.
În afară de aceasta, în luna octombrie 2009 compania a reușit, împreună cu firma Edison și comuna Tirano să înființeze prima linie comercială de curent alternativ gestionată de companii private din Europa, pentru care Repower și partenerii asociați dețin drepturi exclusive de utilizare pentru încă zece ani. Linia este instalată complet subteran între Tirano (Italia) și Campocologno (Elveția) și a mărit capacitățile transfrontaliere de transport cu 150 MW, ceea ce contribuie la siguranța alimentării cu energie între Italia și în Elveția.La momentul actual, o nouă linie comercială între Valea Bregaglia (Elveția) și Italia este în faza de planificare.

## Vânzări și distribuție

### Elveția
Repower este unul dintre cei mai mare furnizori de energie electrică din Europa de Est. Deservește categorii diverse de clienți, de la gospodării până la mari consumatori industriali, instituții publice și utilități municipale de vânzare. Aria de furnizare a Repower include municipalități din Engadine, Prättigau, Valea Rinului și zonele Surselva din cantonul Graubünden. Prin intermediul utilităților municipale, Repower deservește clienți din nordul zonelor Engadine, Münstertal, Valea Poschiavo, Valea Rinului și Surselva.
Clienții Repower din Elveția pot alege din mai multe tipuri de produse. Produsul standard, Aquapower, își are originea în centralele hidroelectrice elvețiene. Cele două produse de energie din surse regenerabile, Purepower (100% energie verde din cantonul Graubünden) și Solarpower (100% energie solară din cantonul Graubünden) sunt certificate și îndeplinesc criteria stringente de mediu. Nu în ultimul rând, grupul comercializează și energie electrică bazată pe tehnologii mixte din Europa, sub eticheta Mixpower. O nouă adiție la paleta de produse oferită de Repower este Privapower, un tarif de uz propriu pentru proprietarii instalațiilor fotovoltaice.

### Italia
În Italia, Repower este unul dintre cei mai mari furnizori de energie electrică și gaze naturale pentru întreprinderile mici și mijlocii, dar și pentru instituții publice. Acoperă aproximativ 4% din consumul total al acestui segment. Compania deservește aproximativ 40.000 clienți din Italia, cu un consum total de energie electrică de  3,8 TWh. În ceea ce privește sectorul gazelor naturale, portofoliul Repower Italia include 15.000 clienți, cu un consum total de 200 milioane metri cubi. Repower este cunoscut pentru standardele înalte de asistență oferită consumatorilor, bazat pe contactul direct cu clienții, prin intermediul unei rețele extinse de consultanți. Repower dezvoltă produse inovatoare personalizate nevoilor în schimbare a segmentelor variate de consumatori pe care le deservește. Gama de produse include energie verde (VerdeDentro), soluții de mobilitate electrică (Palina) și servicii de eficiență energetică (eFFettiva).

### Germania
În Germania, Repower furnizează energie electrică și gaze naturale companiilor de talie mijlocie, dar și consumatorilor industriali cu un consum anual mai mare de 5 GWh. Compania realizează analize de consum și profilurile tehnice ale consumatorilor pentru personalizarea ofertelor. Aceasta permite identificarea nevoilor specifice ale consumatorului si adaptarea ofertei de energie electrică pentru a veni în întâmpinarea clienților. Repower oferă și în Germania produse certificate de energie electrică din surse regenerabile. 

### România
În România Repower este al patrulea cel mai mare furnizor privat de energie electrică, unde deservește clienți de talie mică și mijlocie, cu un consum anual între 0,5 și 20 GWh. Cota de piață a Repower în piața din România depășește 5%. În 2013, compania a vândut mai mult de 1,3 TWh energie electrică. 
Și în România, Repower oferă consumatorilor soluții personalizate, poziționându-se drept un furnizor de încredere și orientat către nevoile clienților săi la cele mai înalte standarde de calitate.

## Legături Internet
- Repower AG

1. ↑  AG, DV Bern. „Repower AG”. Handelsregisteramt des Kantons Graubünden. Accesat în 21 aprilie 2023.
2. ↑  „comunicat de presa (in engleza)”. Arhivat din original la 2020-10-08. Accesat în 6 octombrie 2020. Verificați datele pentru: |access-date= (ajutor)